# شعر الوجه
شعر الوجه هو الشعر الذي ينمو على الوجه وعادة ما يتمركزُ في منطقة الذقن؛ جزءٌ منَ الخدين وفوقَ الشفة العليا أو ما يُعرف بالشارب ويُعتبر منَ المميزات الجنسية الثانوية لدى الذكور. عادةً ما يبدأُ الشعر في الظهور على وجهِ الرجال في السنوات الأخيرة من البلوغ أو المراهقة وبالتحديدِ بين سبعة عشر وعشرين سنة من العمر ويستمر في النموّ حتى سنٍ متأخرة. قد ينمو الشعر أيضًا في وجهِ النّساء لكنّه أقلّ كثافة ولا يبدأُ في الظهور عادة إلّا بعدَ انقطاع الطمث على عكسِ الرجل الذي يظهرُ له الشعر في اللحية، الشارب، العثنون أو سالف الشعر ويزدادُ نموه بعدَ كل حلاقة.

## التطوّر

### الذكور

تُقول بعضُ المصادر أنّ شعر لحية أبراهام لينكولن قد بدأَ في النموّ منذ سنّ الحادية عشر.

يُشكّلُ الشارب مرحلة خاصة من مراحلِ تطور الشعر على مُستوى وجه الشباب. بالرغمِ من ذلك فإنّ الشعر لا يظهرُ على وجهِ الذكور بشكلٍ منتظم أو في ترتيب معين خلال فترة البلوغ ويختلف بين فردٍ وآخر لكن يُمكن حَصرهُ في المراحل التاليّة:
- خلال فترة البلوغ؛ يبدأ الشعر في النمو على مستوى زوايا الشفة العليا (من 11 إلى 15 سنة).
- ينتشر الشعر ليُغطيّ منطقة ما فوقَ الشفة العليا بالكامل تقريبًا مُشكلًا بذلك الشارب (من 16 إلى 17 سنة).
- يعقبُ ذلك ظهور الشعر على مستوى الجزء العلوي من الخدين ومنطقة تحت الشفة السفلى (من 16 إلى 18 سنة).
- ينتشرُ في نهاية المطاف على جوانبي الخدين ويبلغُ الحدود الدنيا من الذقن كما يُشكل اللحية بالكامل. (من 17 إلى 21 سنة).[5]
- على الرغم من أن هذا الأمر شائع لكنّه قد يختلفُ على نطاق واسع من رجلٍ لآخر ففي حين يرتبطُ شعر الوجه ببعضه البعض – على غرار ارتباط شعر الشارب مع اللحيّة – لدى فئة؛ لا يفعلُ ذات الأمر مع فئة أخرى.
- كما هو الحال في معظم العمليات البيولوجية؛ فإنّ نمو الشعر وطرق تشكله تختلفُ بينَ الأفراد اعتمادًا على التراث الجيني أو البيئة التي يعيشُ فيها الفرد.

### الإناث
عادةً ما يكونُ الشعر قليلًا على مستوى وجه المرأة بصرف النظر عن الحواجب والشعيرات الرقيقة التي تخرجُ من المسامات والتي تُغطي معظم أعضاء الجسم. ومع ذلك؛ فقد لوحظَ في بعضِ الحالات نمو ملحوظ للشعر على مستوى وجهِ النساء وتُعدّ هذه الحالة أكثر شيوعًا حينما تتجاوزُ الأنثى سنّ اليأس. في عالم الطب؛ يُطلق على التي تتوفرُ على شعرٍ كثيف على مستوى وجهها بشكل مشابه تقريبًا للرجل بالشعرانية وعادةً ما يكونُ السبب في هذا «الخلل» بعضُ الهرمونات «الشاذة». برزت في العقودِ الأخيرةِ ثقافة إزالة الشعر في صفوفِ النساء وسببها غير معروف بالطبعِ لكنّها تتعلقُ بأمور الجمال فضلًا عن ارتباط الشعر الكثيف على وجهِ بِعرض المسوخ في السيرك أو ما يُعرفُ تاريخيًا بالسيدة المُلتحيّة. في السياق ذاته؛ تختارُ العديد من النساء – وخاصّة المشهورات – بإزالة شعر الوجه تمامًا عن طريق الليزر.

## في القردة العليا
ينتشرُ الشعر على وجهِ ذكور القردة العليا مثل إنسان الغاب؛ وعلى العكسِ تمامًا فإنّ الشعر في وجهِ الشمبانزي والبابون يصيرُ ضعيفًا وغير سميكٍ بالمرة في مرحلة البلوغ بسبب دخول القرد في مرحلة الشيخوخة وذلكَ في تناقض صارخ مع البشر الذي يصيرُ شعر وجههم وجسمهم بصفة عامّة أقوى وأكثرَ تماسكًا.

## في المجال العسكري
يُحظر تركُ الشعر طويلًا وبارزًا على الوجه لعناصر وأفراد الجيش والقوات المسلحة في الكثير من البلدان في حين يُعتبر جزءًا لا يتجزأ من الزي العسكري مُقابل دول أخرى لا تهتم أو بالأحرى لا تفرضُ سياسة تنصّ على تركه أو حلاقته وتتركُ الفرصة للجندي أو العسكري نفسه في اتخادِ قراره.

## في الأديان
كانَ لجميع الأنبياء المذكورين في الأديان الإبراهيمية (اليهودية، المسيحية والإسلام) لحية أو على الأقل شعرًا ظاهرًا على وجوههم أمّا في الديانات الأخرى على غِرار السيخية فهي لا تهتمّ بالموضوع كثيرًا فيما تُلزم أو توجبُ طائفة الأميش الرجل بعد الزواج في الحفاظ على اللحيّة والاستمرار في حلق الشارب لمعتقدات خاصّة بهذهِ الطائفة.